# Aek Nauli II (Pollung)
Aek Nauli II is een bestuurslaag in het regentschap Humbang Hasundutan van de provincie Noord-Sumatra, Indonesië. Aek Nauli II telt 1248 inwoners (volkstelling 2010).